# Eugenia marlierioides
Eugenia marlierioides là một loài thực vật có hoa trong Họ Đào kim nương. Loài này được Rusby mô tả khoa học đầu tiên năm 1912.